# Microhyla karunaratnei
Microhyla karunaratnei là một loài ếch trong họ Microhylidae. Chúng là loài đặc hữu của Sri Lanka.
Các môi trường sống tự nhiên của chúng là các khu rừng ẩm ướt, đất thấp nhiệt đới hoặc cận nhiệt đới, các khu rừng vùng núi ẩm nhiệt đới hoặc cận nhiệt đới, đầm nước ngọt, và hố lộ thiên. Loài này đang bị đe dọa do mất môi trường sống.